# Sandro Sequi
Sandro Sequi (Roma, 10 novembre 1933 – Konya, 14 aprile 1998) è stato un drammaturgo, regista e scrittore italiano.

## Biografia
Si diplomò all'Accademia nazionale d'arte drammatica di Roma nel 1959, mettendo in scena un'esibizione di diploma basata su Il giuoco delle parti di Luigi Pirandello. 
Collaboratore alla Enciclopedia dello Spettacolo e critico di danza per il quotidiano Il Tempo, fu assistente di Franco Enriquez al Teatro Stabile di Napoli (1960-62). Qui la sua carriera teatrale iniziò con la regia dell'opera teatrale Il soldato Piccicò di Aldo Nicolaj, con Gian Maria Volonté nel ruolo del protagonista. 
Nel 1966 diresse a Roma la regia de L'incoronazione di Poppea, opera di Claudio Monteverdi. Successivamente lavorò come regista di teatro drammatico in varie città d'Italia, occupandosi di una vasta gamma di spettacoli teatrali - Carlo Goldoni, Beaumarchais e Marivaux, Wolfgang Goethe, Jean Racine, August Strindberg, Maxim Gorky - e di dramma italiano contemporaneo. 
Come regista lirico, collaborò con importanti teatri del mondo, dal Teatro alla Scala a Covent Garden; nel 1972 debuttò al Metropolitan Opera House con La figlia del reggimento di Gaetano Donizetti, nel 1975 mise in scena L'assedio di Corinto di Gioachino Rossini, e nel 1976 l'opera I puritani di Vincenzo Bellini con Luciano Pavarotti e Joan Sutherland. 
Inoltre diresse miniserie e sceneggiati della Rai, incluso l'adattamento cinematografico de I tre moschettieri di Dumas (1976).
Fu direttore artistico del Centro Teatrale Bresciano (1989-96). Fra le sue ultime regie: "Alcesti" (1992); "Non c'è domani" (1992); "Capricci" (1993); "La sposa di campagna" (1994); "Ali" (1995); "Nostre ombre quotidiane" (1997).
Morì in un incidente d'auto in Turchia presso Konya.

## Filmografia

### Televisione
- Danza di morte – film TV (1971)
- Il matrimonio di Figaro, dall'opera di Pierre-Augustin Caron de Beaumarchais, trasmessa dal Secondo programma il 28 gennaio 1972
- Il carteggio Aspern – film TV (1972)
- La donna del mare – film TV (1973)
- Un nemico del popolo – miniserie TV (1973)
- Ritratto di signora – miniserie TV (1975)
- Così va il mondo – film TV (1975)
- I tre moschettieri – miniserie TV (1976)
- Abramo Lincoln in Illinois – film TV (1976)
- Candida – film TV (1980)

## Opera lirica
- L'incoronazione di Poppea di Claudio Monteverdi (1966)
- La figlia del reggimento di Gaetano Donizetti (1972)
- L'assedio di Corinto di Gioachino Rossini (1975)
- I puritani di Vincenzo Bellini (1976)
- Aida di Giuseppe Verdi (1977)

## Teatro
- Stella. Commedia per amanti, di Wolfgang Goethe, Roma, Spaziouno, 7 febbraio 1980
- L'isola disabitata, di Pietro Metastasio, Roma, Sala Casella, 14 maggio 1980
- Britannico, di Jean Racine, 7 febbraio 1981
- L'Olimpiade, di Pietro Metastasio, Roma, Sala Casella, 15 maggio 1982
- La vita che ti diedi, di Luigi Pirandello, Catania, Teatro Verga, 4 febbraio 1987
- La bella selvaggia di Carlo Goldoni, Roma, Teatro Argentina, 11 Aprile 1987
- Rapacità, di Maksim Gor'kij, Catania, Teatro Verga, 2 novembre 1988
- I villeggianti, di Maksim Gor'kij, Catania, Teatro Verga, 4 febbraio 1989
- Stelle del firmamento, di Manuel Puig, Catania, Teatro Verga, 3 gennaio 1990
- Hotel des âmes, di Enrico Groppali, Brescia, Teatro Santa Chiara, 5 novembre 1990
- Tre ragazze vestite d'azzurro, di Ljudmila Petruševskaja, Taormina Arte, 6 agosto 1991
- Britannico e Berenice, di Jean Racine, Brescia, Teatro Grande, 18 settembre 1991
- L'automa di Salisburgo, di Ugo Ronfani, Napoli, Teatro Mercadante, 5 dicembre 1991
- Vittime del dovere, di Eugène Ionesco, Piccolo Teatro di Milano, 21 febbraio 1992
- Non c'è domani, di Julien Green, Centro Teatrale Bresciano, 23 gennaio 1993
- Capricci, atti unici di Alfred De Musset, Centro Teatrale Bresciano, 2 aprile 1993
- A mosca cieca (Girotondo dell'amore), di Enrico Groppali, Centro Teatrale Bresciano, aprile 1994
- La sposa di campagna, di William Wycherley, Bergamo, 30 dicembre 1994
- Ali, di Arthur Kopit, Centro Teatrale Bresciano, 30 novembre 1995
- Nostre ombre quotidiane, di Lars Norén, Festival di Benevento, 6 settembre 1997
- Billy Budd, di Herman Melville, Festival di San Miniato, 17 luglio 1997

## Radio
- Interviste impossibili (1974)
- Poesia come musica. di Mario Petrucciani (1980)
- La coppa d’oro, di Henry James (1981)
- La scarpina di raso, di Paul Claudel (1985)
- Stella, di Wolfgang Goethe (1989)
- L'automa di Salisburgo, di Ugo Ronfani (1991)
- Elettra, di Jean Giraudoux (1994)